# Ступінь секретності
Сту́пінь секре́тності — категорія, яка характеризує важливість інформації, яка складає державну таємницю, можливу шкоду внаслідок її розголошення, ступінь обмеження доступу до неї та рівень її охорони державою.
Законом визначені три ступеня секретності: «особливої важливості», «цілком таємно», "таємно". Критерії визначення ступеня секретності інформації встановлює Державний комітет України з питань державних секретів. Закон України «Про державну таємницю», ст..1, 13, 14 m